# Putsch de Pfrimer
Le Putsch de Pfrimer est un coup de force avorté de Walter Pfrimer (1881-1968), chef régional des Milices patriotiques de Styrie (Steirischer Heimatschutzes), et de son aide de camp, le comte Carl Ottmar von Lamberg, qui partit le 12 septembre 1931 du land de Styrie. Il s'agissait de porter au pouvoir en Autriche un gouvernement de défense nationale (Heimwehrregierung). Accueilli avec enthousiasme en Styrie, le coup d'État de Pfrimer, inspiré par une analyse illusoire du rapport des forces en Autriche, échoua dès le lendemain.

## Contexte

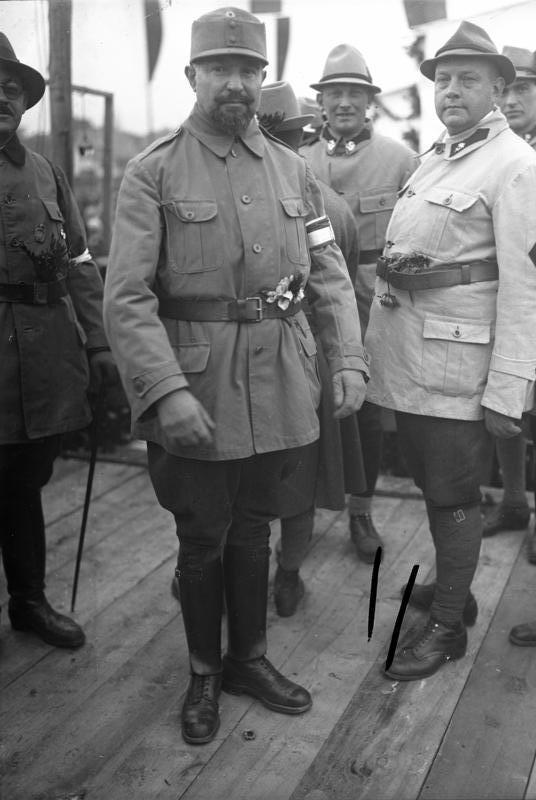
Walter Pfrimer (à droite) en uniforme de l'Heimwehr aux côtés de Richard Steidle lors du défilé de l'Heimwehr à Neuklosterwiese le 7 octobre 1928.

Au cours des années qui suivirent la Révolte de Juillet (1927), les nationalistes de l'Heimwehr manifestaient violemment pour un changement radical du système politique de l'Autriche, en vue d'établir un état corporatiste et autoritaire. Ils poussaient à ce bouleversement constitutionnel, qu'ils avaient d'ailleurs promis à leurs bailleurs de fonds étrangers, par d'interminables manifestations de groupes paramilitaires dans les rues (principalement des défilés plutôt violents les dimanches sur les places de marché, ou sur les boulevards des villes), exerçant de plus en coulisses une pression permanente sur le gouvernement fédéral. Ces manifestations n'avaient pas été sans rapport avec la nomination, en 1929, de Johannes Schober comme chancelier ; mais Schober, l'« homme fort » de la situation, en qui les paramilitaires avaient placé tant d'espoirs, ne suscita que de la déception : chargé de mettre sur pied la réforme constitutionnelle, il se concerta avec les Sociaux-démocrates pour aboutir à un compromis totalement inacceptable aux yeux des nationalistes autrichiens, et ne manifesta ensuite aucune envie de reprendre sa copie.
Les demi-mesures de la crise constitutionnelle et les effets de la Crise de 1929 entraînèrent une phase de stagnation et une désintégration idéologique des mouvements patriotiques : le Manifeste de Korneuburg (mai 1930) s'efforça de les fédérer de nouveau ; mais cette tentative de reconstituer une base doctrinale homogène échoua à renforcer l'idée nationale. Afin de reprendre définitivement l'initiative et de faire aboutir la transition vers un État corporatiste autoritaire (que ses partisans appelaient Ständestaat par euphémisme), le nouveau président fédéral de la Heimwehr, élu en septembre 1930, Ernst Rüdiger Starhemberg, refusa de se contenter d'un poste au gouvernement : il entreprit de faire de l'Heimwehr, qui se posait depuis des années en opposition éclairée contre le Parlementarisme, un parti uni, le « bloc patriotique » (Heimatblock) en vue des élections législatives de 1930.
Mais le résultat électoral du Heimatblock, décevant, entraîna la désunion de ses partisans. Une nouvelle débâcle électorale en Haute-Autriche provoqua la démission de Starhemberg, remplacé aussitôt par Walter Pfrimer, candidat des  extrémistes de l'Heimwehr qui avaient appelé à plusieurs reprises à une prise de pouvoir par la force en Styrie. Confronté à l'échec d'une réforme par voie purement politique, à l'aggravation des effets de la crise économique, à la décomposition progressive de son mouvement et aux risques de débordement à droite par la montée en puissance des Nationaux-Socialistes, Pfrimer, poussé en cela par le comte von Lamberg, décida de jouer son va-tout : répondre aux exigences de l'Heimwehr par un putsch et régler toutes les difficultés d'un coup.

## Déroulement et répression

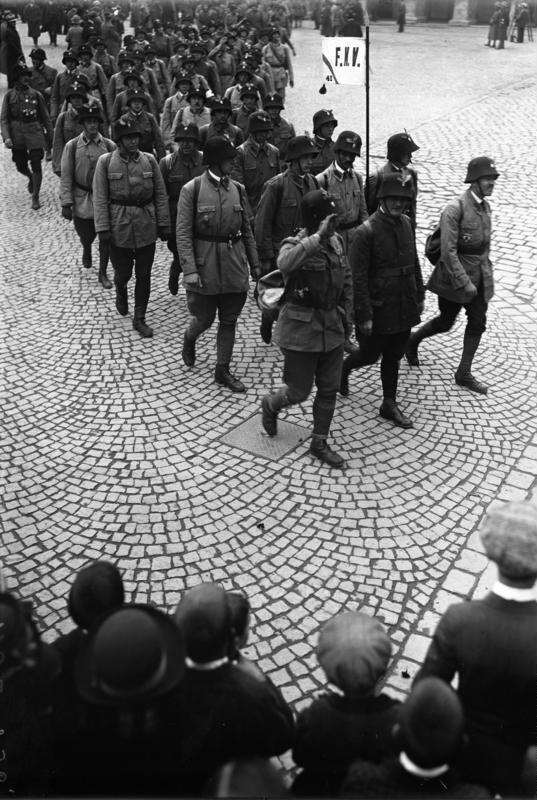
Défilé de l'Heimwehr à Wiener-Neustadt.

Le soir du 12 septembre, Pfrimer déclencha son coup d'État et donna l'ordre de mobiliser les quelque 14 000 hommes des milices de Styrie, lesquels barrèrent les routes, occupèrent plusieurs localités de Styrie (dont pratiquement toute la Haute Styrie) et arrêtèrent bourgmestres et responsables militaires loyalistes dans la nuit et jusqu'à l'après-midi du lendemain. Dans chaque ville occupée, Pfrimer faisait lire une proclamation au « peuple d'Autriche » ainsi que le texte de sa constitution temporaire, annonçant la mise en place d'un nouveau gouvernement en Autriche. Comme son coup d'État était conçu dans l'esprit d'une « Marche sur Vienne » (à l'exemple de la Marche sur Rome de Mussolini), 600 nationalistes (y compris une compagnie de l'Heimwehr venue de Haute-Autriche) défilèrent de Waidhofen an der Ybbs à Amstetten, où ils furent rejoints par d'autres compagnies pour poursuivre vers St. Pölten puis Vienne. Mais ils apparut bientôt que ces sympathisants n'étaient pas prêts à participer au coup d'État de Pfrimer, et la Marche sur Vienne se termina le 13 septembre à l'entrée d'Amstetten, où les paramilitaires furent désarmés sans violence par la Bundesheer.
Du reste, dès l'après-midi du 13 septembre le coup d'État de Pfrimer montrait de nouveaux signes d’essoufflement. Le ralliement de nouvelles compagnies n'eut pas lieu, notamment parce que le gouverneur militaire de Styrie Anton Rintelen, pourtant initialement sympathisant de l'Heimwehr, exigea l'arrêt immédiat des opérations déclenchées par Pfrimer, et que dans l'intervalle l'armée et la milice social-démocrate (la Republikanischer Schutzbund) s'étaient mobilisées et barraient les routes aux rebelles ; toutefois l'armée ne prit position qu'avec lenteur, donnant aux nationalistes tout le temps de rentrer chez eux et surtout de mettre leurs armes et leurs insignes à l'abri. 
Alors Pfrimer dut reconnaître son échec. Il donna l'ordre de la retraite et s'enfuit en Allemagne. 140 activistes furent arrêtés, 4 000 enseignes et environ 20 % des armes furent confisquées aux putschistes de Styrie.

## Conséquences
Si le coup d'État manqué de Pfrimer ne s'est pas traduit par une extermination politique des groupes paramilitaires de Styrie, c'est en partie que certains cercles dirigeants régionaux, au premier rang desquels le gouverneur militaire de Styrie, ne la souhaitaient pas : la répression contre les putschistes fut en effet des plus modérées. C'est ainsi que le procès de Pfrimer et des lieutenants, rentrés de leur plein gré en Autriche, tenu devant la cour d'assises de Graz entre le 14 et le 18 décembre 1931, se termina par une peine de libération conditionnelle. Ce jugement, considéré  comme scandaleux par de nombreux contemporains, éteignait par là-même les procédures en cours contre les factieux.
Mais si les structures de l’Heimatschutz de Styrie pâtirent à peine de la tentative avortée de Pfrimer, le fossé se creusa de plus en plus entre les radicaux du mouvement, favorables à un renversement du régime et qui se joignirent pour finir aux nazis, et l'« aile gauche », loyaliste. Ces divisions conduisirent à une partition du mouvement, qui d'ailleurs affecta l'ensemble de l’Heimwehr, car les militants de l’Heimatschutz représentaient un bon tiers des milices armées de l’Heimwehr.
Les raisons profondes de l'entreprise putschiste de Pfrimer font toujours l'objet de débats : il est toutefois admis qu'elle ne peut s'expliquer par les ramifications de l’Heimatschutz au sein de l’exécutif, de la haute fonction publique et de l'armée.

## Voir également
- (de) « Pfrimer-Putsch », sur Austria-Forum/AEIOU (consulté le 2 décembre 2018)